# Taeromys
Taeromys är ett släkte av däggdjur som ingår i familjen råttdjur.

## Beskrivning
Dessa råttdjur lever endemiska på Sulawesi (Celebes). De liknar vanliga råttor i utseende och når en kroppslängd (huvud och bål) av 19 till 25 cm samt en svanslängd av 16 till 31 cm. Den korta och mjuka pälsen har på ovansidan en brun till grå färg, ibland med blå skugga. Vid buken är pälsen ljusbrun till grå. Hos de flesta arterna är främre delen av svansen mörkare än spetsen. Arterna skiljer sig i detaljer av skallens konstruktion från släktet Rattus.
Taeromys vistas i skogar i låglandet och i bergstrakter. De rör sig oftast på marken men kan klättra i växtligheten och de äter frukter, blad och insekter.
Taeromys celebensis är mer trädlevande än de andra arterna och har därför en påfallande lång svans.

## Taxonomi, utbredning och status
Arterna är nära släkt med vanliga råttor (Rattus). Släktet listas därför av Wilson & Reeder (2005) i Rattus-gruppen inom underfamiljen Murinae.
Arter enligt Catalogue of Life:
- Taeromys arcuatus, sydöstra Sulawesi.
- Taeromys callitrichus, norra Sulawesi.
- Taeromys celebensis, Sulawesis norra och sydöstra halvö.
- Taeromys hamatus, centrala Sulawesi.
- Taeromys microbullatus, från sydöstra Sulawesi.
- Taeromys punicans, nordcentrala Sulawesi.
- Taeromys taerae, Sulawesis norra udde.

Taeromys arcuatus och Taeromys celebensis listas som livskraftiga (LC), Taeromys taerae som sårbar (VU), och de övriga med kunskapsbrist (DD).